# Szaflary (gmina)
Szaflary – gmina wiejska w województwie małopolskim, w powiecie nowotarskim. W latach 1975–76 i 1991–98 gmina położona była w województwie nowosądeckim.
Siedziba gminy to Szaflary.
Według danych z 30 czerwca 2004 gminę zamieszkiwało 10 125 osób.

## Historia
Gmina zbiorowa Szaflary została utworzona 1 sierpnia 1934 roku w powiecie nowotarskim w woj. krakowskim z dotychczasowych jednostkowych gmin wiejskich: Bańska, Groń, Gronków, Leśnica, Maruszyna, Skrzypne, Szaflary i Zaskale.
Podczas II wojny światowej zachowała granice przedwojenne. Włączono ją do dystryktu krakowskiego Generalnego Gubernatorstwa (powiat Neumarkt). W 1943 roku liczyła 8132 mieszkańców.
Po wojnie powrócono do stanu sprzed wojny. Według stanu z dnia 1 lipca 1952 roku gmina składała się z 8 gromad: Bańska, Groń, Gronków, Leśnica, Maruszyna, Skrzypne, Szaflary i Zaskale. Gmina została zniesiona 29 września 1954 roku wraz z reformą wprowadzającą gromady w miejsce gmin. 
Gminę Szaflary reaktywowano 1 stycznia 1973 w powiecie nowotarskim w woj. krakowskim w składzie 7 sołectw: Bańska Niżna, Bańska Wyżna, Bór, Maruszyna, Skrzypne, Szaflary i Zaskale 1 czerwca 1975 roku gmina znalazła się w nowo utworzonym woj. nowosądeckim. 
15 stycznia 1976 roku gmina została zniesiona, a jej obszar połączono z dotychczasową gminą Biały Dunajec w nową gminę Biały Dunajec.
Gminę Szaflary reaktywowano po raz trzeci 2 kwietnia 1991 w granicach z 1976 roku: Bańska Dolna (Niżna), Bańska Górna (Wyżna), Bór, Maruszyna, Skrzypne, Szaflary, Zaskale z gminy Biały Dunajec.

## Struktura powierzchni
Według danych z roku 2002 gmina Szaflary ma obszar 54,31 km², w tym:
- użytki rolne: 79%
- użytki leśne: 15%

Gmina stanowi 3,68% powierzchni powiatu.

## Demografia

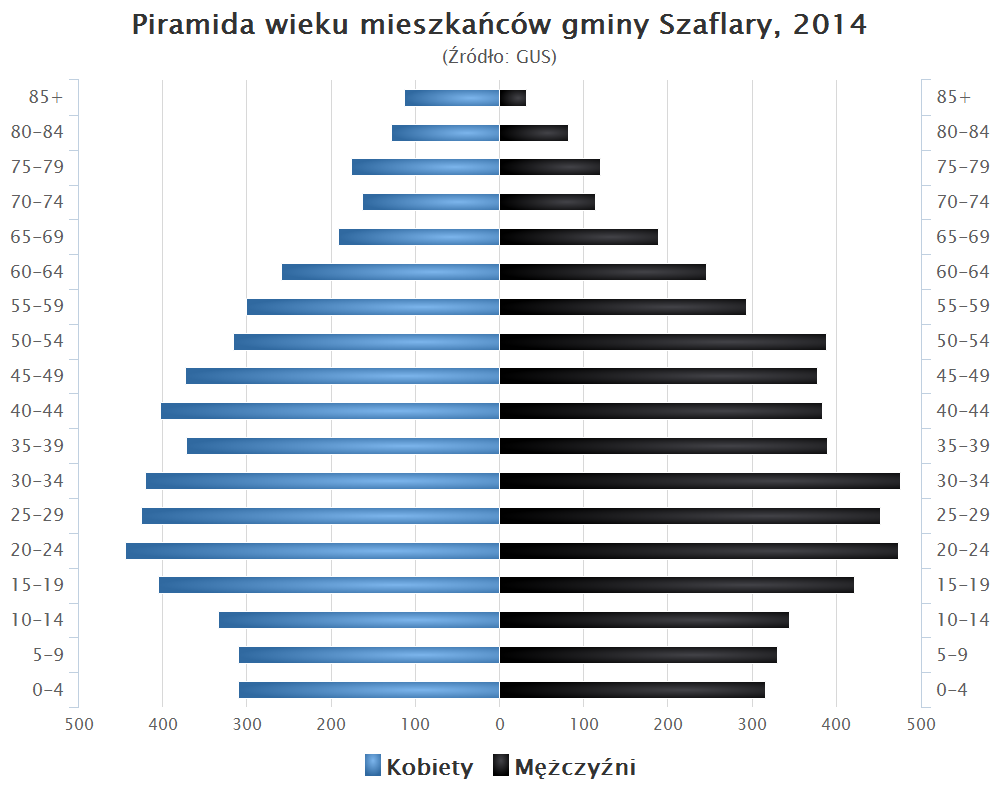
Piramida wieku mieszkańców gminy Szaflary w 2014 roku

Dane z 30 czerwca 2004:
| Opis                              | Ogółem | Ogółem | Kobiety | Kobiety | Mężczyźni | Mężczyźni |
| --------------------------------- | ------ | ------ | ------- | ------- | --------- | --------- |
| jednostka                         | osób   | %      | osób    | %       | osób      | %         |
| populacja                         | 10 125 | 100    | 5050    | 49,9    | 5075      | 50,1      |
| gęstość zaludnienia (mieszk./km²) | 186,4  | 186,4  | 93      | 93      | 93,4      | 93,4      |

## Sołectwa
Bańska Niżna, Bańska Wyżna, Bór, Maruszyna, Skrzypne, Szaflary, Zaskale.

## Sąsiednie gminy
Biały Dunajec, Bukowina Tatrzańska, Czarny Dunajec, Nowy Targ, Nowy Targ (miasto)